# Persone di nome Aldo/Calciatori
| Questa pagina contiene informazioni ricavate automaticamente dalle voci biografiche con l'ausilio del template Bio e di un bot. L'aggiornamento è periodico e automatico e ricostruisce completamente la pagina. Se manca una persona in questa lista, sei pregato di non aggiungerla, ma accertati piuttosto che la sua voce biografica contenga il template Bio e che i dati anagrafici siano correttamente compilati. Se il template Bio manca, inseriscilo tu stesso o, in alternativa, metti l'avviso {{tmp\|Bio}} che ne segnala la mancanza. Se i dati riportati sono sbagliati, correggi direttamente la voce biografica; le modifiche saranno visibili in questa lista entro pochi giorni. Per chiarimenti vedi il progetto antroponimi. La lista contiene solo le 107 persone che sono citate nell'enciclopedia e per le quali è stato implementato correttamente il template Bio. Pagina aggiornata al 22 lug 2025. |

Questa è una lista di persone presenti nell'enciclopedia che hanno il nome Aldo e sono calciatori.

## A(6)
- Aldo Adorno, ex calciatore paraguaiano (Borja, n. 1981)
- Aldo Agroppi, calciatore e allenatore di calcio italiano (Piombino, n. 1944 - Piombino, † 2025)
- Aldo Aimi, calciatore italiano (Modena, n. 1906 - Modena, † 1981)
- Aldo Angoula, ex calciatore francese (Le Havre, n. 1981)
- Aldo Araujo, calciatore argentino (Corrientes, n. 1992)
- Aldo Arellano, calciatore messicano (Toluca, n. 1995)

## B(16)
- Aldo Baldi, calciatore e allenatore di calcio italiano (Pistoia, n. 1906 - † 1994)
- Aldo Ballarin, calciatore italiano (Chioggia, n. 1922 - Superga, † 1949)
- Aldo Bandini, calciatore italiano (Firenze, n. 1904 - Busto Arsizio, † 1980)
- Aldo Barbieri, calciatore italiano (Ferrara, n. 1906 - Ferrara, † 1996)
- Aldo Baéz, calciatore argentino (Buenos Aires, n. 1988)
- Aldo Bedogni, calciatore italiano (Reggio Emilia, n. 1906)
- Aldo Beorchia, calciatore italiano (Trava, n. 1916 - Trieste, † 1995)
- Aldo Beretta, calciatore italiano (Vercelli, n. 1920)
- Aldo Bet, calciatore e allenatore di calcio italiano (Mareno di Piave, n. 1949 - Varese, † 2023)
- Aldo Biagiotti, calciatore italiano (Sesto Fiorentino, n. 1923 - Firenze, † 2007)
- Aldo Biffi, calciatore e allenatore di calcio italiano (Milano, n. 1910 - Sanremo, † 1990)
- Aldo Boffi, calciatore italiano (Giussano, n. 1915 - Giussano, † 1987)
- Aldo Boggia, calciatore svizzero (n. 1923 - Bellinzona, † 2003)
- Aldo Bonenti, calciatore italiano
- Aldo Borsani, calciatore italiano (Busto Arsizio, n. 1906 - † 1978)
- Aldo Brandimarte, calciatore italiano (Pescara, n. 1923)

## C(12)
- Aldo Cadario, calciatore italiano (Portacomaro, n. 1918 - Torino, † 2002)
- Aldo Cagnoli, calciatore italiano (Reggio Emilia, n. 1897 - Reggio Emilia, † 1940)
- Aldo Campatelli, calciatore e allenatore di calcio italiano (Milano, n. 1919 - Milano, † 1984)
- Aldo Casalini, calciatore e allenatore di calcio italiano (Vicenza, n. 1894)
- Aldo Catalani, ex calciatore italiano (Roma, n. 1934)
- Aldo Cavero, ex calciatore peruviano (Lima, n. 1971)
- Aldo Cevenini, calciatore italiano (Arona, n. 1889 - Deiva Marina, † 1973)
- Aldo Collimedaglia, calciatore italiano (Mortara, n. 1919)
- Aldo Colombo, calciatore italiano (Castelletto sopra Ticino, n. 1886 - Savigliano, † 1918)
- Aldo Corzo, calciatore peruviano (Lima, n. 1989)
- Aldo Croce, calciatore italiano (Tortona, n. 1914)
- Aldo Cruz, calciatore messicano (Morelia, n. 1997)

## D(6)
- Aldo D'Ambrosi, ex calciatore italiano (Roma, n. 1928)
- Aldo Danieli, ex calciatore italiano (Cornedo Vicentino, n. 1935)
- Aldo Dapas, calciatore e allenatore di calcio italiano (Lussinpiccolo, n. 1914 - Verona, † 2008)
- Aldo Donati, calciatore italiano (Budrio, n. 1910 - Roma, † 1984)
- Aldo Dorigo, calciatore italiano (Trieste, n. 1929 - Milano, † 2025)
- Aldo Dusi, calciatore e allenatore di calcio italiano (Brescia, n. 1915 - Brescia, † 1985)

## F(10)
- Aldo Fabbro, calciatore italiano (Pola, n. 1919 - Pola, † 1944)
- Aldo Falchi, calciatore e militare italiano (Genova, n. 1889 - Savigliano, † 1942)
- Aldo Falzotti, calciatore italiano (Novara, n. 1923 - Novara, † 1998)
- Tomás Fernández, calciatore argentino (Junín, n. 1998)
- Aldo Florentín, ex calciatore paraguaiano (n. 1957)
- Aldo Florenzi, calciatore italiano (Nuoro, n. 2002)
- Aldo Foglio, calciatore e allenatore di calcio italiano (Strona, n. 1921)
- Aldo Fontana, calciatore italiano (San Canzian d'Isonzo, n. 1935 - Monfalcone, † 2013)
- Aldo Fraschetti, calciatore italiano (n. 1898)
- Aldo Fumagalli, calciatore italiano (Vimercate, n. 1919)

## G(7)
- Aldo Gaiga, ex calciatore italiano (Verona, n. 1936)
- Aldo Gavazzi, calciatore italiano (Frascati, n. 1921)
- Aldo Giannotti, calciatore italiano (Lucca, n. 1921)
- Aldo Giuliani, calciatore italiano (Orzinuovi, n. 1921)
- Aldo Gobbi, calciatore italiano (Monticelli d'Ongina, n. 1903 - Milano, † 1968)
- Aldo Gorini, calciatore italiano
- Aldo Gorio, calciatore italiano (Perledo, n. 1893 - Carso, † 1915)

## K(1)
- Aldo Kalulu, calciatore francese (Lione, n. 1996)

## L(1)
- Aldo López, calciatore messicano (Chihuahua, n. 2000)

## M(10)
- Aldo Mainardi, calciatore italiano (Padova, n. 1919)
- Kadú, calciatore angolano (Porto Amboim, n. 1994)
- Aldo Marelli, calciatore italiano (Busto Arsizio, n. 1919 - † 2010)
- Aldo Marzorati, calciatore italiano
- Aldo Mattei, calciatore italiano (Roma, n. 1913 - Roma, † 1961)
- Aldo Maíz, calciatore paraguaiano (San Lorenzo, n. 2000)
- Aldo Melani, calciatore italiano (Pistoia, n. 1908 - Pistoia, † 2001)
- Aldo Milano, calciatore italiano (Revere, n. 1896 - Albano Vercellese, † 1921)
- Aldo Monardi, calciatore italiano (Parma, n. 1932 - Parma, † 2002)
- Aldo Monsellato, calciatore italiano (Alliste, n. 1920)

## N(4)
- Aldo Nardi, calciatore italiano (Roma, n. 1931 - Imperia, † 2001)
- Aldo Nardin, calciatore e allenatore di calcio italiano (Gorizia, n. 1947 - Arezzo, † 2020)
- Aldo Nichele, calciatore italiano (Sandrigo, n. 1905 - Bologna)
- Aldo Novelli, ex calciatore italiano (Livorno, n. 1933)

## O(3)
- Aldo Olcese, ex calciatore peruviano (Lima, n. 1974)
- Aldo Oriani, calciatore italiano (Thiene, n. 1907 - Thiene, † 1960)
- Aldo Osorio, ex calciatore argentino (San Nicolás de los Arroyos, n. 1974)

## P(13)
- Aldo Padoan, calciatore italiano
- Aldo Paone, calciatore italiano (Bagnoli, n. 1915)
- Aldo Parena, calciatore italiano (Asti, n. 1919 - Milano, † 2003)
- Aldo Pastega, calciatore svizzero (Aarau, n. 1933 - † 2021)
- Aldo Pedrazzi, calciatore italiano (Modena, n. 1901 - Modena, † 1972)
- Aldo Pedretti, ex calciatore italiano (Magenta, n. 1936)
- Aldo Perni, ex calciatore italiano (Livorno, n. 1932)
- Aldo Peruzzo, calciatore italiano (Genova, n. 1924 - Arenzano, † 2013)
- Aldo Pondrano, calciatore italiano (Vercelli, n. 1912 - Vercelli, † 1993)
- Aldo Poretti, calciatore svizzero (n. 1907)
- Aldo Poy, ex calciatore argentino (Rosario, n. 1945)
- Aldo Prata Pizzala, calciatore italiano (Gera Lario, n. 1917)
- Aldo Puccinelli, calciatore e allenatore di calcio italiano (Bientina, n. 1920 - Livorno, † 1994)

## R(4)
- Aldo Ramírez, ex calciatore colombiano (Santa Marta, n. 1981)
- Aldo Rocha, calciatore messicano (León, n. 1992)
- Aldo Romano, ex calciatore italiano (Brescia, n. 1931)
- Aldo Romaro, calciatore italiano (Piove di Sacco, n. 1897 - Padova, † 1970)

## S(9)
- Aldo Sacco, calciatore italiano (San Severo, n. 1922)
- Aldo Santoni, calciatore italiano (Porto San Giorgio, n. 1931 - † 2010)
- Aldo Scaramucci, calciatore italiano (Montevarchi, n. 1933 - Montevarchi, † 2014)
- Aldo Secco, calciatore italiano (Lisiera, n. 1937 - † 2017)
- Aldo Serena, ex calciatore italiano (Montebelluna, n. 1960)
- Aldo Silvagna, calciatore italiano (Parma, n. 1938 - Parma, † 2024)
- Aldo Simoncini, calciatore sammarinese (Città di San Marino, n. 1986)
- Aldo Spivach, calciatore italiano (Udine, n. 1909 - Udine, † 1968)
- Aldo Strada, ex calciatore italiano (Cesano Maderno, n. 1942)

## T(1)
- Aldo Tugnoli, calciatore italiano (San Giorgio di Piano, n. 1919)

## V(3)
- Aldo Vascellari, ex calciatore italiano (Calalzo di Cadore, n. 1926)
- Aldo Vettori, calciatore e allenatore di calcio italiano (Pisa, n. 1903 - Pisa, † 1996)
- Aldo Vollono, calciatore italiano (Genova, n. 1906 - Brunate, † 1946)

## Z(1)
- Aldo Zucchero, calciatore italiano (Lavagna, n. 1917)